# Only you (Frenna)
Only you is een lied van de Nederlandse rapper Frenna in samenwerking met rapper Philly Moré. Het werd in 2019 als single uitgebracht en stond in hetzelfde jaar als twaalfde track op het album 't Album onderweg naar 'Het album' van Frenna.

## Achtergrond
Only you is geschreven door Francis Junior Edusei, Maphilka Mahaka en Tevin Irvin Plaate en geproduceerd door Spanker. Het is een nummer uit het genre nederhop met effecten uit de dancehall. In het lied wordt de Nederlandse taal vaak afgewisseld met de Engelse. In het lied rappen de artiesten over dat er geen andere vrouw in hun leven is dan hun geliefde. De single heeft in Nederland de platina status.
Het is niet de eerste keer dat de twee artiesten samenwerken. Eerder waren ze samen te horen op Soon en Achtbaan en de samenwerking werd later herhaald op Amiri jeans.

## Hitnoteringen
De artiesten hadden succes met het lied in de hitlijsten van Nederland. Het piekte op de vijfde plaats van de Single Top 100 en stond tien weken in deze hitlijst. De Top 40 werd niet bereikt; het lied bleef steken op de zestiende positie van de Tipparade.